# 星宮望
星宮 望（ほしみや のぞむ、1941年（昭和16年）2月8日 - 2017年（平成29年）1月25日）は、宮城県仙台市出身の工学者で東北大学名誉教授。元東北学院大学学長および元学校法人東北学院院長。工学博士（東北大学）。

## 経歴
- 1960年3月- 東北学院中学校・高等学校卒業
- 1964年3月- 東北大学工学部電子工学科卒業
- 1966年3月- 東北大学大学院工学研究科電子工学専攻修士課程修了
- 1969年
  - 3月 - 東北大学大学院工学研究科電子工学専攻博士課程修了
  - 3月 - 工学博士（東北大学）
  - 4月 - 東北大学工学部電子工学科助手
- 1972年4月 - 東北大学工学部電子工学科助教授
- 1982年4月 - 北海道大学応用電気研究所教授
- 1988年4月 - 東北大学工学部通信工学科教授
- 1993年4月 - 東北大学工学部電子工学科教授
- 1996年 - 東北大学評議員
- 1997年4月 - 東北大学大学院工学研究科電子工学専攻教授
- 1998年 - 東北大学教育研究センター長
- 2000年 - 東北大学総長特別補佐
- 2001年 - 東北大学副総長
- 2004年
  - 3月 - 東北大学副総長を退任
  - 3月 - 東北大学大学院工学研究科電子工学専攻教授を退職
  - 4月 - 東北学院大学学長
  - 4月 - 東北大学名誉教授
- 2007年4月 - 学校法人東北学院院長
- 2013年3月 - 東北学院大学学長を退任
- 2015年3月 - 学校法人東北学院院長を退任
- 2017年1月25日 - 悪性リンパ腫のため死去（満75歳）

## 親族
- 星宮務（実弟） - 工学者。東北学院大学名誉教授。